# Jataí
Jataí je město v Brazílii s přibližně 106 tisíci obyvateli. Je centrem stejnojmenné obce ve státě Goiás. Leží na soutoku řek São Pedro a Claro 500 km jihozápadně od Brasílie.
Jataí se nachází v pohoří Serra do Caiapó v nadmořské výšce 708 m. Leží v oblasti cerrada s tropickým podnebím a roste zde převážně bucie. Průměrné teploty se pohybují mezi 18 °C a 27 °C, srážky dosahují 1600 mm za rok a období dešťů trvá od října od dubna.
Původními obyvateli byli indiáni z kmene Caiapó. Prvním bělochem, který se zde usadil, byl roku 1836 kapitán Národní gardy Francisco Joaquim Vilela. Vznikla zde kaplička a farnost Paraíso, přejmenovaná na Jataí podle domorodého názvu pro divokou včelu druhu Tetragonisca angustula. V roce 1895 se Jataí stalo městem a o tři roky později sídlem okresu.
Vzhledem k úrodnému okolí dominuje v Jataí potravinářský průmysl, sídlí zde pobočka společnosti Nestlé. Obec je největším brazilským producentem kukuřice, pěstuje se také sója luštinatá, cukrová třtina a čirok dvoubarevný. Byla zde vybudována továrna na výrobu etanolu ze zemědělského odpadu. Důležitou roli hraje i chov hospodářských zvířat jako jsou krávy, prasata a slepice. Těží se jíl a kvarcit, na řece Rio Claro byla vybudována hydroelektrárna. Sídlí zde vysoká škola Universidade Federal de Jataí. Nedaleko města se nachází jezero Lago Bonsucesso, které slouží převážně k rekreaci. Index lidského rozvoje v Jataí dosahuje 0,793.
Město je sídlem římskokatolické diecéze a v roce 1993 zde byla vysvěcena katedrála Svatého Ducha. Dalšími početnými denominacemi jsou presbyteriáni a pentekostalisté.
Významnými rodáky jsou hudebník Voninho a politik Serafim de Carvalho.